# Maria di Champagne (imperatrice consorte)
Maria di Champagne o di Blois (1174 – San Giovanni d'Acri, 9 agosto 1204) fu contessa consorte delle Fiandre, dal 1194, e di Hainaut, dal 1195, poi reggente della contea delle Fiandre, tra il 1202 ed il 1204 ed infine Imperatrice consorte di Costantinopoli, per alcuni mesi, nel 1204.

## Origine
Maria, secondo il Gisleberti Chronicon Hanoniense, era la figlia femmina primogenita del conte di Champagne e di Brie, Enrico I, detto il Liberale e di Maria di Francia, che, secondo la Chronica Albrici Monachi Trium Fontium era la figlia primogenita del re di Francia, Luigi VII e della duchessa d'Aquitania e Guascogna e contessa di Poitiers, Eleonora.
Enrico I di Champagne, ancora secondo la Chronica Albrici Monachi Trium Fontium era il figlio primogenito del conte di Blois, di Chartres, di Meaux e di Châteaudun, signore di Sancerre e Amboise, conte di Troyes e di Champagne i Tebaldo II di Champagne e di Matilde di Carinzia.
I fratelli di Maria erano i conti di Champagne e di Brie, Enrico II e Tebaldo III, mentre sua sorella era Scolastica (1177 circa-1219), moglie del conte di Vienne e di Mâcon, Guglielmo IV; suoi zii erano invece, il re di Francia, Filippo II Augusto ed il re d'Inghilterra, Riccardo Cuor di Leone, nato dalle seconde nozze della nonna Eleonora.

## Biografia
Nel 1179, secondo il Gisleberti Chronicon Hanoniense, Maria era stato fidanzata con il figlio del Conte di Hainaut, Baldovino V.
Il 6 gennaio 1186, Maria, come conferma la Chronica Albrici Monachi Trium Fontium, aveva sposato l'erede delle Contee delle Fiandre e di Hainaut, Baldovino, che, sia secondo il Gisleberti Chronicon Hanoniense, che secondo la Chronica Albrici Monachi Trium Fontium e la Flandria Generosa (Continuatio Bruxellensis), era il figlio maschio primogenito del Conte di Hainaut, Marchese di Namur e Conte di Fiandra, Baldovino V di Hainaut e della Contessa di Fiandra, Margherita d'Alsazia, che, secondo la Flandria Generosa (Continuatio Claromariscensis) era la figlia femmina secondogenita del conte delle Fiandre, Teodorico di Alsazia (1099 circa – 4 gennaio 1168) e di Sibilla d'Angiò (1112 circa – 1165), che, anche se l'arcivescovo, Guglielmo, della città di Tiro, nell'odierno Libano, nel suo Historia rerum in partibus transmarinis gestarum ce la presenta come figlia femmina primogenita era la figlia femmina secondogenita del conte d'Angiò e conte di Tours, conte consorte e poi conte del Maine ed infine reggente del Principato di Antiochia e re consorte del Regno di Gerusalemme, Folco il Giovane, e della contessa del Maine, Eremburga, figlia unica del conte del Maine, Elia I e di Matilde, come riporta nella sua Historia Ecclesiastica, Pars II, Liber IV del monaco e storico medievale, Orderico Vitale, signora di Château-du-Loir, figlia di Gervaso, signore di Château-du-Loir.
La nonna di Baldovino, Sibilla d'Angiò, era zia della regina di Gerusalemme, Isabella e per questo i Conti di Fiandra, il nonno, Teodorico e poi lo zio, Filippo, si erano recati più volte in Terra santa per aiutare i parenti nel loro sforzo di mantenere il controllo di Gerusalemme.
Il matrimonio ci viene confermato anche dalla Historia Rerum in partibus transmarinis gestarum ("L'estoire de Eracles Empereur et la conqueste de la terre d'Outremer"), Continuator.
La suocera di Maria, Margherita, morì nel 1194, come ci confermano gli Annales Blandinienses; secondo il Gisleberti Chronicon Hanoniense, la contessa si trovava a Male (oggi quatrtiere di Bruges), dove si ammalò gravemente, e dove morì il 15 novembre e fu sepolta a Bruges, nella chiesa di San Donato.
Suo marito, il figlio maschio primogenito, Baldovino, sempre secondo il Gisleberti Chronicon Hanoniense, divenne così Baldovino IX, conte delle Fiandre, anche se il governo della contea continuò ad essere esercitato dal suocero di Maria, Baldovino V di Hainaut.
Il suocero di Maria, Baldovino V, conte di Hainaut e conte di Namur, ancora secondo il Gisleberti Chronicon Hanoniense, dopo lunga malattia morì a Mons il 17 dicembre 1195 (1195, mense Decembri, 12 kal. ianuarii); gli succedette, nella contea di Hainaut, il figlio maschio primogenito, Baldovino, come Baldovino VI, marito di Maria; mentre nella contea di Namur gli succedette il figlio maschio secondogenito, Filippo.

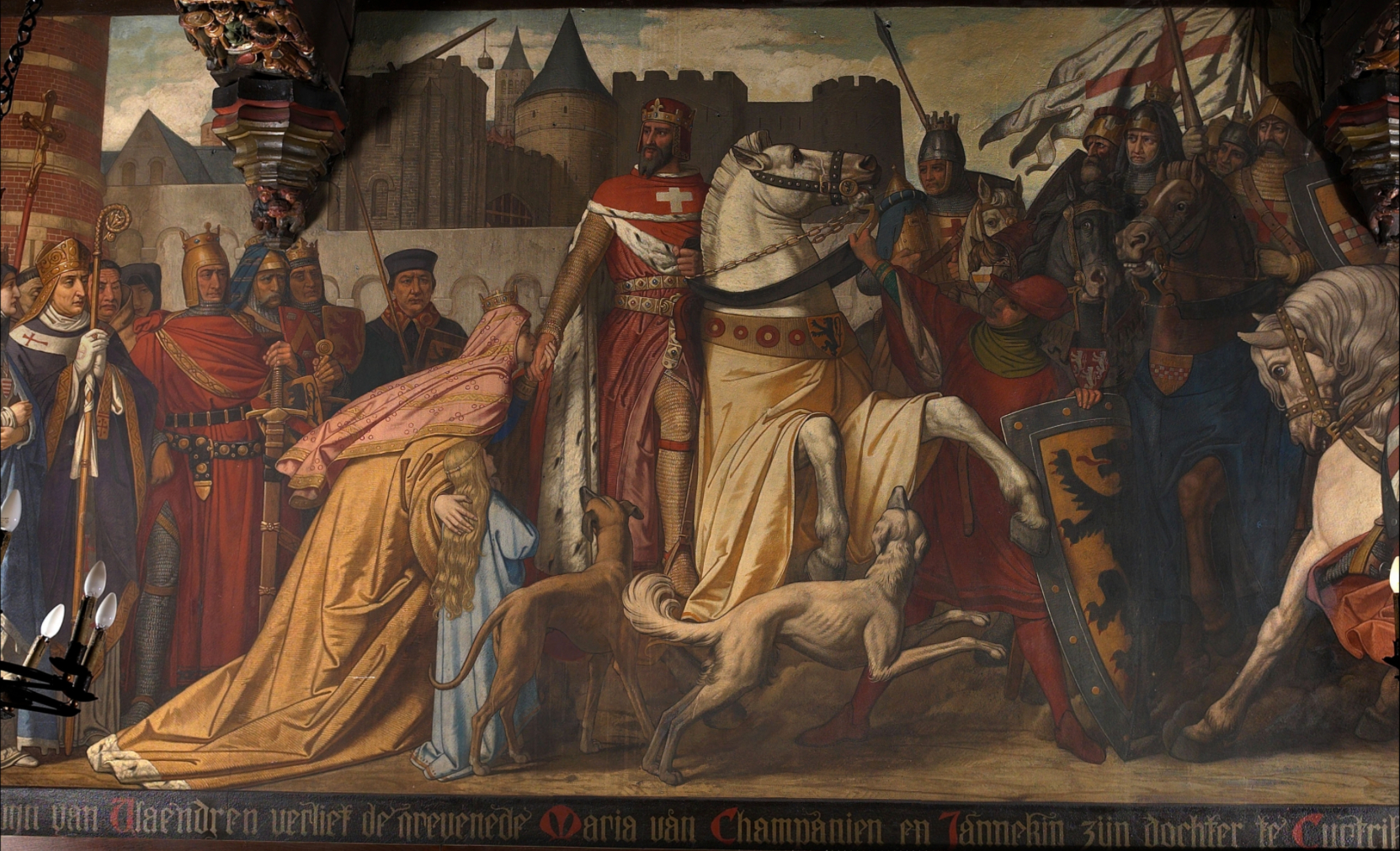
Il marito, Baldovino parte per la Crociata, lasciando Maria di Champagne e la figlia Giovanna.

Suo marito, Baldovino, il 23 febbraio 1200, prese l'impegno di partire per la Terra Santa, assieme a suo fratello Enrico e al fratello di Maria, il conte di Champagne e di Brie, Tebaldo III, a cui fu concordemente assegnato il comando della quarta crociata. I due anni successivi furono impiegati per preparare la spedizione e per rinsaldare il potere suo e della sua famiglia nelle Fiandre.
Secondo la Chronica Monasterii Sancti Bertini auctore Iohanne Longo de Ipra, circa due anni dopo l'impegno preso, suo marito, Baldovino partì per la quarta crociata, lasciando nelle Fiandre la figlia primogenita, Giovanna e la moglie Maria incinta della secondogenita, Margherita, che divenne reggente delle contee.
Anche Maria di Champagne, secondo lo storico britannico, noto medievalista e bizantinista, Steven Runciman, all'inizio del 1204 partì alla volta dell'oriente per ricongiungersi al marito, contando di ritornare nelle Fiandre in capo ad un paio di anni, arrivò ad Acri dove ricevette gli omaggi di Boemondo IV d'Antiochia, dove seppe che Costantinopoli e l'Impero erano caduti e che suo marito era il nuovo imperatore; ancora secondo la Chronica Monasterii Sancti Bertini auctore Iohanne Longo de Ipra, la contessa Maria, scortata da alcuni nobili e da trecento militi, nel 1203, costeggiò l'oceano Atlantico sino al Marocco, poi raggiunse Marsiglia ed infine arrivo a Tolemaide di Fenicia, dove pensava di trovare il marito e dove morì. Al momento della partenza della contessa Maria, la reggenza delle Fiandre e la custodia delle figlie, Giovanna e Margherita, passò al fratello di Baldovino, Filippo I di Namur, mentre la reggenza di Hainaut passò allo zio Guglielmo di Thy.
Ancora secondo il Runciman, prima di giungere a Costantinopoli, Maria visitò la Palestina; mentre la Flandria Generosa (Continuatio Claromariscensis) ci conferma che Maria era giunta via mare ad Acri, dove a seguito di una grave malattia (gravibus macerata egretudinibus), morì. Venne a sapere dell'elezione del marito, ma morì di peste nell'agosto 1204 prima di potersi ricongiungere a lui.
Infatti, la Crociata era stata deviata verso Costantinopoli, per sostenere Alessio Angelo a conquistare il trono di Costantinopoli contro lo zio, l'imperatore Alessio III Angelo, che aveva deposto il proprio fratello e padre di Alessio, l'imperatore Isacco II Angelo; suo marito, dopo la conquista di Costantinopoli, nel mese di aprile, il 9 maggio, 1204 era stato eletto imperatore e poi incoronato il 16 maggio, in Santa Sofia con una cerimonia che seguì strettamente il cerimoniale Bizantino, dove Bonifacio del Monferrato, che aveva conteso il trono imperiale a suo marito, sostenne la corona durante la cerimonia e prestò omaggio al rivale.
Nel febbraio 1205 il marito Baldovino, in uno scontro vicino ad Adrianopoli, con lo zar di Bulgaria Kaloyan (la cui proposta di alleanza era stata rifiutata da Baldovino), cadde prigioniero dello Zar.

Per qualche tempo il suo destino rimase incerto e per questo, suo fratello, Enrico mantenne la reggenza e, per più di un anno non si fu certi della sua morte fino alla metà di luglio 1206. La conferma della morte di Baldovino in prigionia fu data a Enrico da alcuni cavalieri Franchi, tratti in salvo a Stenimaco.
A Baldovino succedette sul trono imperiale il fratello Enrico, mentre nelle Fiandre l'altro fratello Filippo di Namur mantenne la carica di reggente accordandosi col re di Francia, Filippo II Augusto ed entrambe le figlie di Baldovino, Giovanna e Margherita, furono condotte a Parigi per essere educate e poi governarono i territori ereditati dal padre.

## Figli
Maria a Baldovino diede due figlie, come conferma anche la Genealogica Comitum Flandriæ Bertiniana, Continuatio Marchianensis:
- Giovanna (1200 - 1244), che, secondo il Roderici Toletani Archiepiscopi De Rebus Hispaniae, sposò Ferdinando del Portogallo (1188-1233), figlio del secondo re del Portogallo, Sancho I, a cui non diede figli[32].
- Margherita (1202 - 1280), che, secondo la Chronica Monasterii Sancti Bertini auctore Iohanne Longo de Ipra era nata dopo la partenza del padre per la Terra Santa[33].

## Ascendenza
|                         |                     |                          | Genitori                            |  |  | Nonni |  |  | Bisnonni            |  |  | Trisnonni            |  |
|                         |                     |                          |                                     |  |  |       |  |  | Stefano II di Blois |  |  | Tebaldo III di Blois |  |
|                         |                     |                          |                                     |  |  |       |  |  | Stefano II di Blois |  |  | Tebaldo III di Blois |  |
|                         |                     | Gersenda del Maine       |                                     |  |  |       |  |  | Stefano II di Blois |  |  |                      |  |
| Tebaldo II di Champagne |                     |                          |                                     |  |  |       |  |  | Stefano II di Blois |  |  |                      |  |
|                         |                     | Adele d'Inghilterra      | Guglielmo I d'Inghilterra           |  |  |       |  |  |                     |  |  |                      |  |
|                         |                     | Adele d'Inghilterra      | Guglielmo I d'Inghilterra           |  |  |       |  |  |                     |  |  |                      |  |
|                         |                     | Adele d'Inghilterra      | Matilde di Fiandra                  |  |  |       |  |  |                     |  |  |                      |  |
| Enrico I di Champagne   |                     | Adele d'Inghilterra      |                                     |  |  |       |  |  |                     |  |  |                      |  |
|                         |                     | Enghelberto II d'Istria  | Enghelberto I d'Istria              |  |  |       |  |  |                     |  |  |                      |  |
|                         |                     | Enghelberto II d'Istria  | Enghelberto I d'Istria              |  |  |       |  |  |                     |  |  |                      |  |
|                         |                     | Enghelberto II d'Istria  | Edvige                              |  |  |       |  |  |                     |  |  |                      |  |
| Matilde di Carinzia     |                     | Enghelberto II d'Istria  |                                     |  |  |       |  |  |                     |  |  |                      |  |
|                         |                     | Uta di Passau            | Ulrico di Passau                    |  |  |       |  |  |                     |  |  |                      |  |
|                         |                     | Uta di Passau            | Ulrico di Passau                    |  |  |       |  |  |                     |  |  |                      |  |
|                         |                     | Uta di Passau            | Adelaide di Megling-Frontenhausen   |  |  |       |  |  |                     |  |  |                      |  |
| Maria di Champagne      |                     | Uta di Passau            |                                     |  |  |       |  |  |                     |  |  |                      |  |
|                         | Luigi VI di Francia | Filippo I di Francia     |                                     |  |  |       |  |  |                     |  |  |                      |  |
|                         | Luigi VI di Francia | Filippo I di Francia     |                                     |  |  |       |  |  |                     |  |  |                      |  |
|                         | Luigi VI di Francia | Berta d'Olanda           |                                     |  |  |       |  |  |                     |  |  |                      |  |
| Luigi VII di Francia    | Luigi VI di Francia |                          |                                     |  |  |       |  |  |                     |  |  |                      |  |
|                         |                     | Adelaide di Savoia       | Umberto II di Savoia                |  |  |       |  |  |                     |  |  |                      |  |
|                         |                     | Adelaide di Savoia       | Umberto II di Savoia                |  |  |       |  |  |                     |  |  |                      |  |
|                         |                     | Adelaide di Savoia       | Gisella di Borgogna                 |  |  |       |  |  |                     |  |  |                      |  |
| Maria di Francia        |                     | Adelaide di Savoia       |                                     |  |  |       |  |  |                     |  |  |                      |  |
|                         |                     | Guglielmo X di Aquitania | Guglielmo IX d'Aquitania            |  |  |       |  |  |                     |  |  |                      |  |
|                         |                     | Guglielmo X di Aquitania | Guglielmo IX d'Aquitania            |  |  |       |  |  |                     |  |  |                      |  |
|                         |                     | Guglielmo X di Aquitania | Filippa di Tolosa                   |  |  |       |  |  |                     |  |  |                      |  |
| Eleonora d'Aquitania    |                     | Guglielmo X di Aquitania |                                     |  |  |       |  |  |                     |  |  |                      |  |
|                         |                     | Aénor di Châtellerault   | Aymery, I visconte di Châtellerault |  |  |       |  |  |                     |  |  |                      |  |
|                         |                     | Aénor di Châtellerault   | Aymery, I visconte di Châtellerault |  |  |       |  |  |                     |  |  |                      |  |
|                         |                     | Aénor di Châtellerault   | Dangerose de l'Isle Bouchard        |  |  |       |  |  |                     |  |  |                      |  |
|                         |                     | Aénor di Châtellerault   |                                     |  |  |       |  |  |                     |  |  |                      |  |

### Fonti primarie
- (LA)  Orderici Vitalis, Historia Ecclesiastica, tomus unicus.
- (LA)  Monumenta Germaniae Historica, Scriptores, tomus V.
- (LA)  Monumenta Germaniae Historica, Scriptores, tomus IX.
- (LA)  Monumenta Germaniae Historica, Scriptores, tomus XXI.
- (LA)  Monumenta Germaniae Historica, Scriptores, tomus XXIII.
- (LA)  Monumenta Germaniae Historica, Scriptores, tomus XXV.
- (LA)  Historia Rerum in partibus transmarinis gestarum.
- (FR)  Recueil des historiens des croisades. Historiens occidental, tome II.
- (LA)  Recueil des historiens des Gaules et de la France. Tome 12.

### Letteratura storiografica
- D.M. Nicol, "La quarta crociata e gli imperi greco e latino, 1204 - 1261", cap. XIV, vol. III (L'impero bizantino) della Storia del mondo medievale, 1999, pp. 503–558
- K.M. Setton, "I latini in Grecia e nell'Egeo dalla quarta crociata alla fine del medioevo", cap. XVI, vol. III (L'impero bizantino) della Storia del mondo medievale, 1999, pp. 619–658
- M. Dinic, "I Balcani (1018 - 1499)", cap. XVII, vol. IV (La riforma della chiesa e la lotta tra papi e imperatori') della Storia del mondo medievale, 1999, pp. 596–643
- Frederick Maurice Powicke, "I regni di Filippo Augusto e Luigi VIII di Francia", cap. XIX, vol. V (Il trionfo del papato e lo sviluppo comunale) della Storia del Mondo Medievale, 1999, pp. 776–828